# Winnebago jezik
Winnebago jezik (ISO 639-3: win; ho-chunk, hocák, hocak wazijaci, hocank, hochank), gotovo izumrli jezik porodice siouan, kojim u suvremeno vrijeme govori još svega 11 osoba (2004), pripadnici plemena Winnebago (6 000 etničkih 1995 V. Zeps), danas naseljeni na rezervatima u američkim saveznim državama Wisconsin i Nebraska. Govore ga poglavito starije osobe, a u upotrebi među pripadnicima plemena je engleski [eng].
Zajedno s još devet jezika pripada užoj siouanskoj skupini mississippi valley unutar koje čini posebnu podskupinu čiji je jedini član.

## Vanjske poveznice
- Ethnologue (14th)
- Ethnologue (15th)